# Холл, Алекс
Алекс Холл (англ. Alex Hall; род. 21 сентября 1998, Фэрбанкс, Аляска) — американский фристайлист (слоупстайл, биг-эйр), олимпийский чемпион 2022 года, двукратный бронзовый призёр чемпионатов мира 2021 и 2025 годов, 4-кратный победитель Всемирных экстремальных игр. Обладатель Кубка мира 2023/2024 годов в дисциплине «биг-эйр». Победитель и призёр этапов Кубка мира. Участник зимних Олимпийских игр 2018 и 2022 годов.

## Биография
В сезоне 2015/2016 годов Алекс впервые в карьере принял участие в соревнованиях на Кубок мира.
В 2018 году Холл принимал участие в зимних Олимпийских играх, где в слоупстайле стал 16-м. В 2019 году на всемирных экстремальных играх завоевал две золотые медали в слоупстайле и биг-эйре.
На чемпионате мира 2021 года, который проходил в Аспене в слоупстайле стал бронзовым призёром.
В 2022 году Мак представлял США на зимних Олимпийских играх в Пекине. Стал Олимпийским чемпионом в слоупстайле, в биг-эйре занял 8-е место.
В Кубке мира по фристайлу 2023/2024 годов Холл выиграл хрустальный глобус в дисциплине «биг-эйр».
В марте 2025 года участвовал в чемпионате мира по фристайлу и завоевал бронзовую медаль в дисциплине слоупстайл, набрав 84,72 балла. В биг-эйре был шестым с суммой в 174,25 балла.